# Chronologie du naturisme
 (septembre 2015).
- Si vous ne connaissez pas le sujet, laissez ce bandeau (vous pouvez alors contacter les auteurs).
- Si vous supprimez le contenu mis en cause (vous pouvez préalablement contacter les auteurs),

argumentez précisément cette suppression dans la page de discussion
(un manque de référence n'est pas un argument ; une recherche réelle de référence doit avoir été effectuée, être formellement documentée).
Cet article présente la chronologie détaillée du mouvement nudiste ou naturiste.

## Histoire

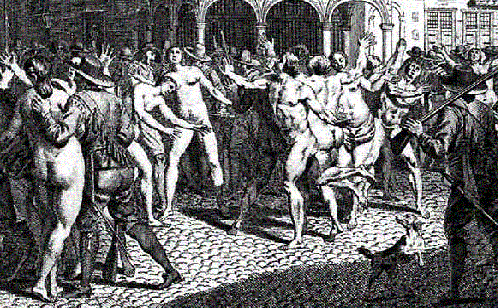
Adamites.

Les adamites (ou adamiens) firent leur apparition au XIIIe siècle. C'est le premier mouvement nudiste organisé connu.

## Première moitié du vingtième siècle
- 1903 : S. Gay crée en France, au Bois-Fourgon à Villeconin, une colonie naturiste.
- 1907 : L’abbé Legrée, avec l’accord de ses supérieurs, emmène ses élèves se baigner sans maillot dans les calanques marseillaises[2].
- 1920 : Marcel Kienné de Mongeot (1897-1977) et Yvan de Laval créent au Manoir Jan à Fontenay-Saint-Père le Sparta-Club[3], premier club naturiste en France.
- 1922 : Jacques Demarquette fonde un camp naturiste à Chevreuse[4].
- 1930 : les docteurs André et Gaston Durville ouvrent le centre Physiopolis dans l’île de Platais à Villennes-sur-Seine[5] où se tint le premier congrès nudiste. À l’époque, les clubs naturistes pratiquent des thérapies fondées sur les vertus curatives du soleil, de la mer et du vent, la nudité étant le meilleur moyen d’entrer en contact avec ces éléments. L’hydrothérapie était préconisée par le docteur Carton, fondateur de la revue Naturiste[6].
- 1931 : Création du Club Gymnique de France (CGF) à Villecresnes, qui perdure de nos jours
- 1932 : Les docteurs Durville fondent Héliopolis sur l'île du Levant[7].
- 1936 : Léo Lagrange (premier sous-secrétaire d’État aux Sports et Loisirs), reconnaît officiellement l’utilité du mouvement naturiste[8].
- 1944 : Albert Lecocq (1905-1969) et son épouse Christiane créent le Club du Soleil[9] grâce à l’apport des Sections "Vivre" de De Mongeot ; avec l’idée (utopiste ?) d’un club pour chaque ville, un terrain pour chaque club.
- 1949 : Albert et Christiane Lecocq ouvrent le grand centre de vacances naturistes, le Centre héliomarin CHM Vendays-Montalivet, sur le littoral aquitain[10].
- 1949 : Albert Lecocq lance la revue La Vie au soleil dont le premier numéro paraît le 1er février 1949[11].

## Années 1950-1959
- 1950 : Fondation de la Fédération française de naturisme (FFN). Dans le manifeste du Club du Soleil, rédigé par Lecocq en 1950, on pouvait lire : « Le Club du Soleil approuve dans son ensemble la pensée naturiste telle qu’elle s’est dégagée depuis Hippocrate jusqu’à Alexis Carrel. » Cette référence à Carrel (L’homme cet inconnu) fut reprochée à Lecocq. En effet, s’alarmant du nombre élevé des malades mentaux et des criminels encombrant hôpitaux psychiatriques et prisons, Carrel  pour alléger ce fardeau social et « améliorer la race » - proposait les grands moyens : dressage par le fouet et élimination des incurables par le gaz grâce à « un établissement euthanasique ». Il fallut attendre plus de 50 ans pour que cette phrase soit expurgée des statuts de ceux des Clubs du soleil qui maintenaient sans analyse ce manifeste en son entier.

- 1953 : Création au CHM-Montalivet de la Fédération naturiste internationale qui regroupe les Fédérations de tous pays reconnues pour leur pratique d’un naturisme « familial et organisé ».
- 1954 : Le besoin d'une gestion centralisée amène la création d’une société commerciale des centres de vacances : la Soc-Nat gère alors entre autres le CHM-Montalivet, la Genèse, Héliomonde. Puis El Portus en Espagne, qui posa des problèmes juridico-financiers par la suite[12].
- 1958 : Création des CCF (Compagnons Campeurs de France) par Lucien Auzias. C'est l'un des plus vieux clubs naturistes d'Île-de-France (3,5 ha), situé à Étréchy au sud de Paris. C’est grâce aux dons des adhérents, en 1977, que l’association « Le jardin des Hespérides » est créée en rachetant le terrain. Le 31 mai 1977, l'association s'enregistre auprès de la sous-préfecture d'Étampes sous le nom « Les Hespérides ».

## Années 1960-1969
Des dizaines de centres naturistes sont créés partout en France. Des militants quittent leurs emplois et se lancent dans l’aventure, défricheurs et gestionnaires de petits centres. Ils attirent vers eux les familles naturistes en quête d’une vie simple et naturelle.	 
- 1961 : S'ouvre Héliomonde Essonne, à Saint-Chéron, le plus grand terrain naturiste d’Île-de-France (47 ha) dans l’ancienne carrière de grès d’où ont été extraits les pavés de... Paris tout proche. Des membres de l’équipe de France de volleyball s’y entraînent. Le sport, en tenue gymnique, tient alors une grande place. Le challenge Cortey envoie les meilleurs sportifs des clubs en tournois pour des rencontres en France et à l’étranger (natation, tir à l’arc, ping-pong, volley). Nauténa instaure le critérium à la voile Marcel Dratz qui fut naturiste dès 103P0[Quoi ?] et collaborateur du Commandant Cousteau.

## Années 1970-1979
La capacité d’accueil des naturistes en Aquitaine est saturée. On obtient les autorisations à la création d’un second et plus vaste Centre de vacances en bord de mer. 
- 1974 : Adoption de la définition internationale du naturisme : « Le naturisme est une manière de vivre en harmonie avec la nature, caractérisée par une pratique de la nudité en commun qui a pour but de favoriser le respect de soi-même, le respect des autres et celui de l’environnement. »
- 1975 : Ouverture d’Euronat à Grayan-et-l’Hôpital (Gironde). La poussée touristique aidant, des plages sont ouvertes ou autorisées au naturisme alors qu’il n’est encore que toléré. La présence naturiste la plus forte est sur le littoral aquitain, où actuellement il y a autant de baigneurs naturistes que de baigneurs en maillot, et sur le littoral du Languedoc-Roussillon, à l'exception de la station balnéaire de Cap d’Agde (quartier naturiste) mais qui ne l'est plus, seul le camping et une partie de la plage restent naturiste.

## Années 1980-1989
- 1983 : Création du village naturiste de LA JENNY par Breguet Construction.
- 1983 : Le mouvement naturiste français, par sa Fédération la FFN, fut reconnu Mouvement de Jeunesse et d'Éducation Populaire par le Ministère de la Jeunesse et des Sports. La vie sociale de certains fut simplifiée, le naturisme étant banalisé, les problèmes professionnels inhérents disparurent. Des piscines municipales ouvrent des créneaux horaires aux pratiquants un peu partout. Ses buts atteints, la Fraternelle Naturiste Maçonnique se dissout d'elle-même. La FFN formait alors ses propres cadres par des BAFA spécialisés « naturistes » et mettait en place sa section Jeunes ALIZEE. Ceux-ci animaient les activités d’été des jeunes enfants des centres de vacances et offraient des spectacles. À Paris, la municipalité ouvre un créneau horaire aux naturistes à la piscine Roger-Le-Gall[13]. En province aussi les naturistes obtiennent, des piscines municipales, un jour d’ouverture. Des saunas leur réservent un créneau horaire. La mode aidant, des thalasso-naturistes surgissent à Montalivet-les-Bains, Bélézy, Euronat, etc., attirant une clientèle diversifiée et consumériste.

## Années 1990-1999
- 1993 : La Maison du naturisme ouvre à Paris.
- 1998 : Création du "Club Français du Naturisme" qui a pour vocation de promouvoir les centres naturistes français et leurs offres[14].

## Depuis les années 2000
- 2002 : Des centres (commerciaux) naturistes cessent d’exiger la licence de la FFN et créent France Espace Naturisme (FEN).
- 2003 : CHM-Montalivet et le camping de Cap d’Agde, restés fidèles à la FFN, président à la création de l’Organisation naturiste européenne (ONE) qui délivre sa propre licence.
- 2004 : La FFN ne renouvelle pas son agrément de jeunesse et d’éducation populaire.
- 2007 : Création de l’Association APNEL, (Association pour la Promotion du Naturisme En Liberté)  L’APNEL, oeuvre pour que soient clarifiés le texte de loi concernant le naturisme afin que la simple nudité ne soit plus assimilée à de l’exhibition sexuelle, sous le délit de l’article du code pénal 222-32. Elle créé en 2021, une ligne d’écoute « SOS nudophobie » pour soutenir et accompagner les victimes d’actes nudophobes ou accompagner les personnes qui ont la phobie de la nudité. En 2023, l’APNEL saisit la Cour Européenne des Droits de l’Homme (CEDH) pour l’interdiction du Préfet de Paris sur la tenue de la WNBR dans la capitale en 2019, alors que ces manifestations similaires se tiennent un peu partout dans le monde sans aucune restriction.
- 2021 : L’association « Le Mouvement Naturiste » est créée à la suite de la première édition du Festival NATURist' por nova mondo et la publication du Manifeste pour un naturisme du 21e siècle. L'objectif est de répondre aux enjeux actuels (lesquels) et de renouer avec les sources philosophiques du naturisme.

## Le naturisme aujourd’hui

### Plages et centres de vacances
La licence naturiste a longtemps été obligatoire pour l'accès à la majorité des espaces naturiste ; aujourd’hui celle-ci est essentiellement exigée pour l’adhésion à une association. Toutefois pour préserver leur spécificité naturiste, certains centres de vacances obligent leur vacanciers à l’adhésion à la licence naturiste. Le nombre de licenciés est en nette régression, alors que les adeptes du « nu intégral » sont de plus en plus nombreux et réclament un droit au nu en tous lieux. La section jeunes « Alizée » est devenue « Club du soleil Jeunes » puis « Association des Jeunes Naturistes de France » en 2010. Les difficultés que rencontraient les hommes seuls sont aplanies dans la plupart des centres de vacances. Il n’en est pas encore de même dans certaines associations où la parité hommes-femmes est à respecter, le naturisme y étant pratiqué essentiellement en famille. En France, à la suite de l'invasion des non-naturistes des plages, certaines se ferment au naturisme pour diverses raisons invoquées par les municipalités, des centres de vacances changent de propriétaires et perdent ou conservent leur spécificité naturiste.
Dans les années 1950, la France dénombrait moins de 5 centres et camping naturistes. En 2006, ils sont plus de 150 de toutes tailles, du petit centre familial accueillant quelques dizaines de personnes aux grands centres qui en reçoivent plusieurs centaines. La Fédération française de naturisme (FFN) regroupe plus 150 clubs associatifs et centres de vacances.
La présence naturiste la plus forte se situe sur le littoral aquitain : actuellement, il y a sur la Côte d’Argent autant de baigneurs naturistes que de baigneurs en maillots. Les premiers, et les plus vastes centres naturistes se trouvent sur cette partie de la côte Atlantique : CHM-Montalivet (commune de Vendays-Montalivet), Euronat (commune de Grayan-et-l’Hôpital), Arnaoutchot (commune de Vielle-Saint-Girons), la Jenny (commune de Le Porge).
Le littoral du Languedoc-Roussillon connaît aussi une forte présence naturiste, notamment le village naturiste de Port Leucate (Aude), étant le plus grand village naturiste reconnu par la Fédération Française de Naturisme ; dans l'Hérault, c'est à Sérignan, et au camping Oltra du Cap d’Agde que se retrouvent de nombreux naturistes.
Pas de centre naturiste sur la Côte d’Azur, où le paysage naturel s'est raréfié sous le béton, mais il existe quelques petits centres dans l’arrière-pays (commune de Puget-Théniers) et de plus vastes sur les côtes de la Corse. Il y a encore quelques plages naturistes, en particulier au Cap Taillat (commune de Ramatuelle, dans le Var), grâce au Conservatoire du littoral qui a sauvé ce secteur. Il est à noter que les calanques marseillaises sont fréquentées par les naturistes depuis 1929.
La célèbre et splendide île du Levant possède un village naturiste, Héliopolis, ouvert à tous les publics. À Héliopolis, le bord de la mer doit impérativement rester libre et accessible à tous, aucune privatisation de la bande littorale n’est acceptée. Au XXIe siècle, ce principe naturiste et écologiste y reste toujours en vigueur. Les copropriétaires naturistes d’Héliopolis ont « gelé » à leurs frais une vaste zone boisée, où toute construction est interdite, qui constitue une réserve naturelle ouverte au public.
- 2010 : à la suite d’un sondage d'opinion réalisé à la demande du Club Français du Naturisme d’Atout France, qui montre que 16 % des Français seraient prêts à tester des vacances naturistes, lancement d’une campagne en France sous le titre « Nous, le naturisme c’est dans notre nature ».

- 2011 : l’Industrie du tourisme évolue (le no 2 du camping PROMEO) rachète la Soc-Nat, seule entreprise de gestion des centres de nature.

### Le naturisme en liberté

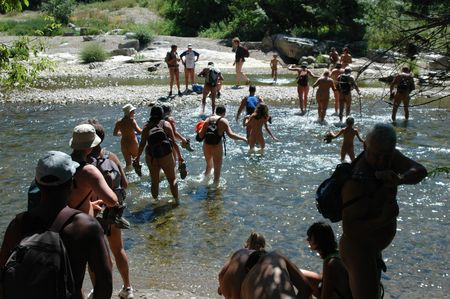
Randonue du Galinier, 39 personnes participantes dans le Gard.

Au début des années 2000, un phénomène nouveau, non spécifique à la France, apparaît : la randonue qui consiste à se promener nu, seul ou en groupe et en dehors des lieux spécialement aménagés pour les naturistes. Il s’agit là d’associer la sensation de bien-être causée par la nudité à la découverte de coins de nature. C'est donc une forme de naturisme sauvage qui se développe hors des centres autorisés, même si ceux-ci peuvent servir de lieu d'hébergement ou de point de départ. Certains promoteurs de la randonue sont d'ailleurs peu enthousiastes à l'idée de devoir limiter leur pratique du naturisme à des lieux officiellement réservés à cette pratique. Ils préfèrent la notion de naturisme en liberté. Du point de vue légal, la possibilité d'une telle pratique reste floue. Le nouveau code pénal français n'a pas conservé la notion d'outrage public à la pudeur, mais seulement celui d'exhibition sexuelle qui, d'après eux, ne devrait pas concerner la nudité simple.